# Echo Priazowja
„Echo Priazowja”, Echo Nadazowia (ros. Эхо Приазовья) – kolaboracyjna gazeta w Mariupolu podczas II wojny światowej.
Gazeta wychodziła od początku 1942 r. w okupowanym Mariupolu. Była organem prasowym metalurgicznych Azowskich Zakładów Przemysłowych nr 1 i nr 2. Początkowo nosiła nazwę „Gazieta zawodow b. Iljicza i «Azostal», g. Mariupol”. Ukazywała się całkowicie po rosyjsku dwa razy w tygodniu – w środę i niedzielę. Była drukowana w b. zakładach poligraficznych im. Iwana Franki. Funkcję redaktora naczelnego pełnił N.P. Czuriłow. Na pierwszej stronie gazety publikowano komunikaty wojenne najwyższego dowództwa niemieckich sił zbrojnych. Na dalszych stronach znajdowały się artykuły i felietony propagandowe o charakterze antyradzieckim i proniemieckim, dotyczące m.in. sytuacji „wschodnich” robotników przymusowych w Niemczech, czy życia ludności cywilnej na okupowanych terenach ZSRR. W rubryce „Na oswobożdionnoj ziemle” ukazywały się informacje o otwieraniu przez Niemców w różnych okupowanych miastach zakładów przemysłowych. Jedynie na ostatniej stronie publikowano wiadomości z Mariupola, głównie dotyczące życia kulturalnego. Po klęsce 6 Armii gen. Friedricha Paulusa pod Stalingradem, w gazecie zaczęło ukazywać się zdecydowanie więcej miejscowych materiałów. Dotyczyły one jednak przede wszystkim formowania kozackich oddziałów wojskowych w służbie niemieckiej, a także informacji kulturalnych. 18 sierpnia 1943 r., na miesiąc przed wyzwoleniem Mariupola przez Armię Czerwoną, wyszedł 100. numer gazety. Przez cały okres wydawania „Echa Priazowja”, wbrew swojemu tytułowi, w bardzo małym stopniu zajmowała się ona sytuacją zakładów przemysłowych miasta i ich robotników.